# SV Limburgia in het seizoen 1965/66
Het seizoen 1965/1966 was het 12e jaar in het bestaan van de Brunssumse betaaldvoetbalclub Limburgia. De club kwam uit in de Tweede divisie B en eindigde daarin op de achtste plaats. Tevens deed de club mee aan het toernooi om de KNVB beker, hierin werd de club in de groepsfase uitgeschakeld.

## Wedstrijdstatistieken

### Tweede divisie B
|       | Baronie | FC Den Bosch/BVV | D.F.C. | EDO   | Excelsior | Fortuna | Haarlem | Helmondia '55 | Hermes DVS | NOAD  | RCH   | Roda JC | SVV   | Wilhelmina |
| ----- | ------- | ---------------- | ------ | ----- | --------- | ------- | ------- | ------------- | ---------- | ----- | ----- | ------- | ----- | ---------- |
| Thuis | 0 – 3   | 2 – 3            | 3 – 1  | 0 – 2 | 3 – 1     | 1 – 0   | 3 – 2   | 3 – 0         | 1 – 1      | 2 – 6 | 3 – 2 | 1 – 1   | 1 – 1 | 3 – 1      |
| Uit   | 2 – 2   | 5 – 1            | 1 – 0  | 3 – 2 | 2 – 1     | 1 – 1   | 0 – 0   | 5 – 2         | 1 – 2      | 1 – 1 | 3 – 1 | 0 – 0   | 2 – 3 | 1 – 1      |

### KNVB beker
| Groepsfase                                   | Roda JC                                                                            | 4 – 2 (2 – 2)      | Limburgia                                |
| 19 september 1965 Plaats: Kerkrade Kaalheide | Giel Stevelmans 29' Herbert Kriescher 35' Joep Haan 53' John van Tricht 84' (e.d.) |                    | 33' Jan Munnecom 38' (pen.) Joep Beckers |
| Groepsfase                                   | Limburgia                                                                          | 1 – 3 (0 – 0)      | MVV                                      |
| 7 november 1965 Plaats: Brunssum Venweg      | Joep Beckers 77' (pen.)                                                            |                    | 62', 85' Willy Brokamp 74' Bert Willems  |
| Groepsfase                                   | Limburgia                                                                          | Niet meer gespeeld | Sittardia                                |
| 2 januari 1966 Plaats: Brunssum Venweg       |                                                                                    |                    |                                          |

## Statistieken Limburgia 1965/1966

### Eindstand Limburgia in de Nederlandse Tweede divisie B 1965 / 1966
| Stand | Gespeeld | Gewonnen | Gelijk | Verloren | Punten | Doelpunten voor | Doelpunten tegen |
| ----- | -------- | -------- | ------ | -------- | ------ | --------------- | ---------------- |
| 8e    | 28       | 9        | 9      | 10       | 27     | 43              | 51               |

### Topscorers
| #      | Naam             | Goal |
| ------ | ---------------- | ---- |
| 1.     | Willy Coolen     | 12   |
| 2.     | Jan Munnecom     | 7    |
| 3.     | Anton Dormans    |      |
| 3.     | Hans Lipka       |      |
| 3.     | Jacques Maas     |      |
| 6.     | Joep Beckers     | 3    |
| 6.     | Gradus Maurits   | 3    |
| 8.     | Bert Cornelissen | 2    |
| 8.     | Cor van Schendel | 2    |
| 10.    | Ad van der Weij  | 1    |
| 10.    | Leo Wesolek      | 1    |
| Totaal | Totaal           | 43   |

| #      | Naam         | Goal |
| ------ | ------------ | ---- |
| 1.     | Joep Beckers | 2    |
| 2.     | Jan Munnecom | 1    |
| Totaal | Totaal       | 3    |